# سفارة أوكرانيا في فرنسا
سفارة أوكرانيا في فرنسا هي أرفع تمثيل دبلوماسي لدولة أوكرانيا لدى فرنسا. تقع السفارة في باريس وهي تهدف لتعزيز المصالح الأوكرانية في فرنسا.

## وصلات خارجية
- الموقع الرسمي
- قائمة سفارات أوكرانيا
- قائمة السفارات في فرنسا